# سون اون سو
سون اون سو (کره‌ای: 손은서؛ زادهٔ سون جی-یون، کره‌ای: 손은서؛ در ۲۶ ژوئن ۱۹۸۵) بازیگر اهل کره جنوبی است.

## فیلم‌شناسی

### مجموعه تلویزیونی
| سال        | عنوان                                  | نقش                        | توضیحات / منابع       |
| ---------- | -------------------------------------- | -------------------------- | --------------------- |
| ۲۰۰۸       | ازم در مورد گذشته نپرس                 |                            |                       |
| ۲۰۰۹       | ملکه برمی‌گردد                          | کیم یه نا                  | [ ۳ ]                 |
| ۲۰۱۰       | شعله‌های هوس                            | کیم می جین                 | [ ۴ ]                 |
| ۲۰۱۱       | جاسوس میونگ وو                         | یو دا هه                   | [ ۵ ]                 |
| ۲۰۱۱       | نوریکو، برو سئول                       | دی‌جی رادیو                 | [ ۶ ]                 |
| ۲۰۱۱       | دختر من گل                             | اون چه کیونگ               | [ ۷ ]                 |
| ۲۰۱۲       | باران عشق                              | بک هه جونگ                 | [ ۸ ]                 |
| ۲۰۱۲       | ملکه مه                                | جانگ این هوا               | [ ۹ ]                 |
| ۲۰۱۳       | عشق در کیف او                          | کیم سو هیون / اون کیونگ هی | [ ۱۰ ]                |
| ۲۰۱۳       | تو از ستاره‌ها اومدی                    | هوانگ جین یی               | حضور افتخاری (قسمت ۴) |
| ۲۰۱۴       | دراما فستیوال – خاطرات هیونگ یونگ دانگ | مین هی جونگ                | درام تک پرده          |
| ۲۰۱۵       | قلب من چشمک می‌زند                      | چون گوم بی                 | [ ۱۳ ]                |
| ۲۰۱۵       | عروس عجیب و غریب                       | چا یونگ آه                 | [ ۱۴ ]                |
| ۲۰۱۵       | پاسخ به ۱۹۸۸                           | همکلاسی سونگ دوک سون       | حضور افتخاری          |
| ۲۰۱۶       | هی روح، بیا بجنگیم                     | هونگ میونگ هی              | [ ۱۶ ]                |
| ۲۰۱۷–اکنون | صدا                                    | پارک اون سو                | فصل 1–4               |
| ۲۰۱۷       | ملکه هفت روزه                          | جانگ نوک سو                | [ ۲۰ ]                |
| ۲۰۱۸       | سوییچ                                  | چوی مین آه                 | حضور افتخاری          |
| ۲۰۱۹       | بهار می‌آید                             | چوی سو جین                 |                       |
| ۲۰۲۳       | Beop Money                             | میونگ سه هی                | [ ۲۱ ]                |

### مجموعه اینترنتی
| سال  | عنوان       | نقش                      | پلتفرم     |
| ---- | ----------- | ------------------------ | ---------- |
| ۲۰۲۲ | بوسه حس ششم | کیم سا را (بازیگر مهمان) | دیزنی پلاس |